# Resolutie 2091 Veiligheidsraad Verenigde Naties
Resolutie 2091 van de Veiligheidsraad van de Verenigde Naties werd op 14 februari 2013 unaniem door de VN-Veiligheidsraad aangenomen en verlengde het panel van experts dat toezag op de sancties tegen Darfur met een jaar.

## Achtergrond
Al in de jaren 1950 was het zwarte zuiden van Soedan in opstand gekomen tegen het overheersende Arabische noorden. De vondst van aardolie in het zuiden maakte het conflict er enkel maar moeilijker op. In 2002 kwam er een staakt-het-vuren en werden afspraken gemaakt over de verdeling van de olie-inkomsten. Verschillende rebellengroepen waren hiermee niet tevreden en in 2003 ontstond het conflict in Darfur tussen deze rebellen en de door de regering gesteunde janjaweed-milities. Die laatsten gingen over tot etnische zuiveringen en in de volgende jaren werden in Darfur grove mensenrechtenschendingen gepleegd waardoor miljoenen mensen op de vlucht sloegen.

## Inhoud
Het mandaat van het panel van experts dat in 2005 was aangesteld om toe te zien op de naleving van de sancties, waaronder een wapenembargo, tegen zij die vrede in Soedan in de weg stonden werd opnieuw met een jaar verlengd, tot 17 februari 2014.
Intussen was de vrees ontstaan dat de directe of indirecte levering van onder meer opleiding, financiële hulp en de levering van reserveonderdelen en wapensystemen door de Soedanese overheid kon worden aangewend om militaire vliegtuigen te onderhouden die betrokken waren bij de schending van de sancties. (Soedan ontkende dit en zei haar vliegtuigen enkel voor vreedzame doeleinden in te zetten.)
Verder bezondigden aan de overheid en gewapende groeperingen gelieerde personen in Soedan zich nog steeds aan geweld tegen de bevolking en verstoorden ze het vredesproces, waarbij ze de eisen van de Veiligheidsraad naast zich neerlegden. De Raad was van plan gerichte sancties tegen hen op te werpen. Het panel van experts werd gevraagd hun namen op te lijsten. Ook de groeperingen achter de aanslagen op UNAMID-personeel bedreigden de stabiliteit in Darfur en daarom waren de sancties ook op hen van toepassing.
De Soedanese autoriteiten werden opgeroepen de bureaucratische hindernissen die tegen het panel werden opgeworpen te schrappen. Zo zouden ze op tijd hun visa moeten krijgen en zonder aparte toestemming naar Darfur moeten kunnen reizen.

## Verwante resoluties
- Resolutie 2063 Veiligheidsraad Verenigde Naties (2012)
- Resolutie 2075 Veiligheidsraad Verenigde Naties (2012)
- Resolutie 2104 Veiligheidsraad Verenigde Naties
- Resolutie 2109 Veiligheidsraad Verenigde Naties

Lijst ·  2086 ·  2087 ·  2088 ·  2089 ·  2090 ·  2091 ·  2092 ·  2093 ·  2094 ·  2095 ·  2096 ·  2097 ·  2098 ·  2099 ·  2100 ·  2101 ·  2102 ·  2103 ·  2104 ·  2105 ·  2106 ·  2107 ·  2108 ·  2109 ·  2110 ·  2111 ·  2112 ·  2113 ·  2114 ·  2115 ·  2116 ·  2117 ·  2118 ·  2119 ·  2120 ·  2121 ·  2122 ·  2123 ·  2124 ·  2125 ·  2126 ·  2127 ·  2128 ·  2129 ·  2130 ·  2131 ·  2132